# Entourage
Entourage er en amerikansk komedie-drama serie, der første gang havde premiere den 18. juli, 2004 på den amerikanske TV-kanal HBO. Serien følger den unge TV-stjerne Vincent Chase (Adrian Grenier) og hans barndomsvenner bestående af broderen Johnny "Drama" Chase (Kevin Dillon), manageren Eric Murphy (Kevin Connolly) og altmuligmanden Salvatore "Turtle" Assante (Jerry Ferrara). Derudover spiller Jeremy Piven den højtråbende, men elskelige, Ari Gold, der er Vincents agent. 
Et af seriens trækplastre var gæsteoptrædener fra diverse af tidens største stjerner såsom Tom Brady, Sasha Grey, Martin Scorsese, Scarlett Johansson, Kanye West, Marc Cuban, Eminem, Lebron James, Peter Jackson, Larry David, Hugh Hefner og Mark Teixeira.
Serien består af 8 sæsoner. Der er yderligere blevet produceret en spillefilm efter seriens afslutning, hvor blandt andre den danske model Nina Agdal medvirker.